# Basic-Plus
Basic-Plus — расширенный диалект языка программирования Бейсик, который был разработан корпорацией Digital Equipment Corporation (DEC) для использования в операционной системе с разделением времени RSTS/E для серии 16-разрядных миникомпьютеров PDP-11 в начале 1970-х.

## Описание
Был основан на Basic-8 для TSS/8, в свою очередь схожем с оригинальным Dartmouth Basic. Basic-Plus добавил ряд новых структур, а также функции JOSS, касающиеся условных операторов и форматирования. Примечательным среди дополнений, сделанных в BASIC-PLUS, было введение строковых функций, таких как MID$ и LEFT$, в дополнение к оригинальной универсальной команде CHANGE. В свою очередь, Basic-Plus явился версией, на основе которой создавался оригинальный Microsoft BASIC. В будущих версиях языка программирования, особенно версиях от Microsoft, CHANGE был удалён, и строковые функции BASIC-PLUS стали единственными способами выполнения таких операций. Большинство реализаций Бейсика по сей день следует этому соглашению. Позже язык был переписан как настоящий компилятор с наименованием BASIC-Plus-2 и был портирован на платформу VAX-11 как собственная реализация Бейсика для этой машины. Эта версия пережила несколько изменений платформы и сегодня известна как VSI BASIC for OpenVMS.